# Northwood (Isle of Wight)
Northwood is een civil parish in de unitary authority Isle of Wight, in het Engelse graafschap Isle of Wight. De civil parish telt 2311 inwoners.